# کولپور
کولپور (به انگلیسی: Kolpur) یک شهرک در پاکستان است که در ناحیه کچهی واقع شده‌است. کولپور ۱٬۷۸۱ متر بالاتر از سطح دریا واقع شده‌است.